# لانليبيو (أنغلزي)
لانليبيو (بالإنجليزية: Llanllibio)‏ هي منطقة سكنية تقع في ويلز في أنغلزي.